# تکمیل خودکار

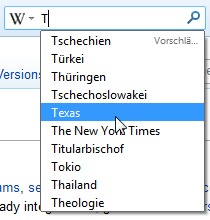
تکمیل خودکار

یکی از ویژگی‌های بسیاری از برنامه‌هایِ ویرایش‌گرِ کُد، واژه‌پردازها و ... است. خودتکمیلی (به انگلیسی: Auto-completion) یعنی برنامه یا محیط بتواند کلمه‌ای را که کاربر قصد تایپ آن را دارد، حدس زده و در صورت تأیید کاربر تکمیل کند.
برای برخی محیط‌های برنامه‌سازی جدید، حتی برنامه‌های تکمیلی هم وجود دارد که این خاصیت را گسترش می‌دهند. مثلاً برنامهٔ Visual Assist (کمک‌کنندۀ بصری) مکمل خودتکمیلی ویرایش‌گر برنامهٔ ویژوال سی است.